# 177

## Esdeveniments
- Imperi Romà: Còmmode és associat pel seu pare Marc Aureli al govern de l'Imperi, com a coemperador.[1]
- Lugdúnum (Gàl·lia): Com a fruit de la persecució de cristians, manada per Marc Aureli, 48 persones de Lió i Viena del Delfinat són torturades i lliurades a les bèsties a l'amfiteatre. Són coneguts com els Màrtirs de Lió i Viena.[2]
- Lugdúnum (Gàl·lia): Ireneu succeix el bisbe Potí, un dels màrtirs, a la seu episcopal.
- Manxúria: Els sienpei n'ocupen el sud-oest i són rebutjats.
- Àsia Menor: Oppià, escriptor grec, compon el seu poema en hexàmetres Halieutica, sobre la pesca.[3]

## Naixements
- Lucius Aurelius Commodus Pompeianus. polític romà[4]

## Necrològiques
- Lugdúnum (Gàl·lia): Sant Potí, bisbe, un dels màrtirs.
- Lugdúnum (Gàl·lia): Santa Blandina, una altra màrtir de Lió.